# Insigne
Pour les articles homonymes, voir Insigne (homonymie).
 (janvier 2025).
Si vous disposez d'ouvrages ou d'articles de référence ou si vous connaissez des sites web de qualité traitant du thème abordé ici, merci de compléter l'article en donnant les références utiles à sa vérifiabilité et en les liant à la section « Notes et références ».

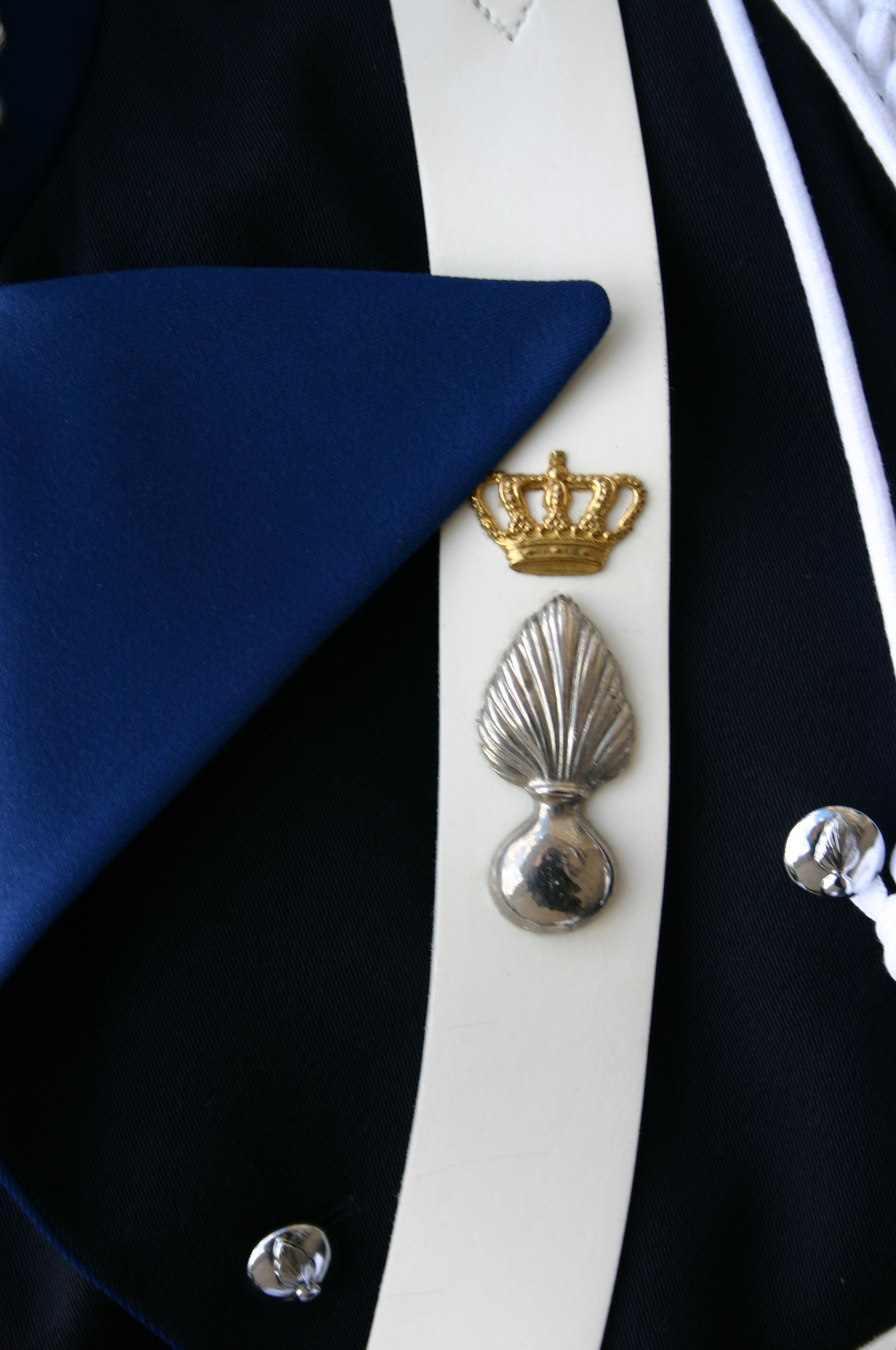
Insigne sur l'uniforme d'un garde du Royaume des Pays-Bas indiquant qu'il protège les institutions dans son service.

Un insigne est une marque distinctive d'appartenance à un groupe, un grade, un rang ou une fonction.
Au singulier, l'insigne désigne habituellement l'élément principal, le plus souvent métallique ou textile. Au pluriel, les insignes désignent l'ensemble des parties d'une décoration, ou les différents éléments faisant partie d'un rang, d'un grade ou dignité (les insignes de grand-croix de la Légion d'honneur, comprennent : un bijou, un cordon, une plaque).
Les grandes familles d'insignes regroupent les insignes :
- de grades : par exemple dans l'armée française ;
- d'appartenance à un corps : unité militaire, police, douane ;
- de décorations et ordres civils ou militaires (cf. notamment Légion d'honneur, Insigne des blessés civils, Insigne des blessés militaires) ;
- de fonction : qu'ils soient civils, militaires, religieux, associatifs ;
- d'identité : des membres des Chambres, des officiers de police.

## Insigne de fonction

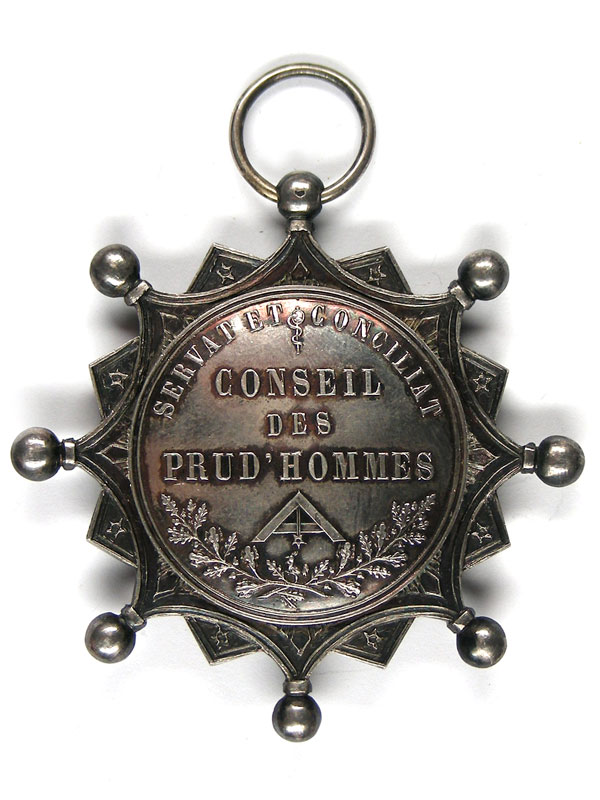
Revers de l'insigne de fonction de membre des Conseils de prud'hommes français.

Si un insigne de fonction peut prendre la forme d'une décoration portée individuellement, il ne récompense pas la personne qui le porte mais indique la fonction qu'occupe celle-ci ainsi que l'appartenance à une institution à un moment donné. En effet, une fois le mandat de fonction terminé, son titulaire doit déposer, voire rendre ses insignes de fonction à l'institution dont il dépend. Voici à titre d'exemple, différentes catégories insignes de fonction de :
- charges électives, comme en France avec les députés, sénateurs, conseillers régionaux, généraux et municipaux disposent depuis la IIIe république d'insigne propre à chaque catégorie. Les membres des Conseils de Prud'hommes, portent ainsi depuis 1828, un insigne en sautoir ;
- charges ecclésiastiques, comme les Croix de chapitre ;
- charges de cours, comme certaines fonctions dans les cours impériales et royales d'Europe peuvent s'accompagner d'attribut spécifique : clés pour les chambellans, portées à un nœud de ruban à la taille, masse d'armes du héraut d'armes, chaine (hausse-col) d'huissier ;
- Insigne de fonction du roi d'armes et des hérauts d'armes de France.

### Bibliographie

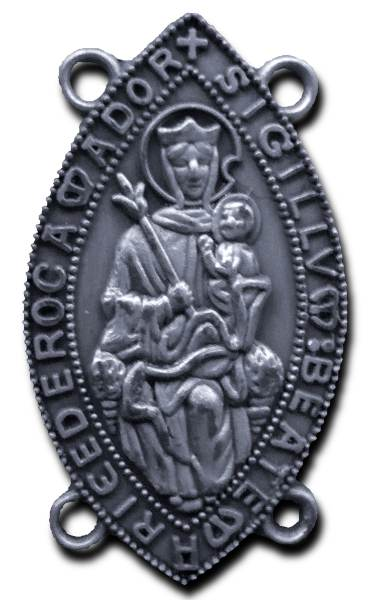
Un sportelle, insigne du pèlerin de Rocamadour.